# Tereza Marinova
Tereza Mončeva Marinova (in bulgaro Тереза Мончева Маринова?; Pleven, 5 settembre 1977) è un'ex triplista bulgara.

## Biografia
Atleta promettente sin da quando era giovane, detiene ancora il record del mondo junior nel salto triplo. Proviene da una famiglia di atleti: il padre, Moncho Marinov, ha stabilito il record bulgaro sugli 800 metri, mentre suo fratello Tsvetomir era una promessa nei 400 metri.
Alle Olimpiadi di Sydney 2000 si è piazzata prima, stabilendo il suo personale con 15,20 metri. Si è dedicata anche al salto in lungo, senza ottenere, però, grandi risultati. Il suo miglior salto è di 6,46 metri.

## Palmarès

### Giochi Olimpici

#### Sydney 2000Australia
- Medaglia d'oro nel salto triplo con 15,20m

### Campionati mondiali

#### Edmonton 2001Canada
- Medaglia di bronzo nel salto triplo con 14,58m

#### Lisbona 2001 indoorPortogallo
- Medaglia d'oro nel salto triplo con 14,91m

### Campionati europei

#### Budapest 1998Ungheria
- Medaglia di bronzo nel salto triplo con 14,50m

#### Vienna 2002 indoorAustria
- Medaglia d'oro nel salto triplo con 14,81m

#### Göteborg 2006Svezia
- 6º nel salto triplo con 14,20m

### Campionati mondiali junior di atletica leggera Sydney 1996
- Medaglia d'oro nel salto triplo

## Personali
| Specialità     | Tempo | Competizione | Luogo             | Data       |
| 100 metri      | 11.7  | -            | -                 | 01/01/1996 |
| salto in lungo | 6,46  | -            | Kavala, Grecia    | 02/07/2000 |
| salto triplo   | 15.20 | Olimpiadi    | Sydney, Australia | 24/09/2000 |

| Specialità     | Tempo | Competizione    | Luogo               | Data       |
| salto in lungo | 6,53  | -               | Sofia, Bulgaria     | 09/02/2002 |
| salto triplo   | 14,91 | Mondiali indoor | Lisbona, Portogallo | 11/03/2001 |